# Ґоккун
Ґоккун (яп. 飲精) — термін японського походження, що означає сексуальну практику, коли жінка або чоловік випиває сперму кількох чоловіків, попередньо зібрану в прозору місткість (склянку, фужер тощо). Також зустрічаються варіації, коли сперму злизують з прозорого столика, тарілки, з ложки.

## Опис
Щоб сперми в склянці було помітна кількість, необхідно, щоб туди еякулювало декілька чоловіків. Порнорежисери намагаються перевершити один одного у видовищності, тому кількість таких чоловіків може досягати 161 в американських порнофільмах і перевищувати 200 в японських. Зрідка зустрічаються варіації, коли вся сперма в місткості належить одному чоловікові, який «зціджував» її туди довгий час і зберігав у замороженому вигляді.
Саме слово ґоккун є ономатопеєю, тобто звуконаслідуванням, що виникло на основі фонетичного уподібнення немовним звукокомплексам — японці вважають, що такий звук видається при гучному ковтанні. У той самий час практика ковтання сперми з'явилася не в Японії. З антропологічних досліджень відомо, що в деяких племен Папуа Нової Гвінеї ковтання молодшими чоловіками сперми старших мало характер магічних обрядів — це вважалося шляхом передачі «чоловічої сили».